# Estadio Tamaulipas
Estadio Tamaulipas ist ein Fußballstadion, das sich im gleichnamigen mexikanischen Bundesstaat Tamaulipas befindet und je zur Hälfte zu den Städten Tampico und Ciudad Madero gehört. Das 22.500 Zuschauer fassende Stadion ist auch bekannt unter der Bezeichnung El Coloso de la Unidad Nacional (dt. Koloss der nationalen Einheit), weil es an der Grenze zum gleichnamigen Stadtviertel Unidad Nacional liegt.

## Geschichte

### Eröffnungsspiel
Das Stadion wurde am 30. April 1966 mit einem Spiel zwischen dem seinerzeitigen Zweitligisten CD Tampico und dem AS Monaco eingeweiht, das die Gäste aus der Ligue 1 mit 2:0 zu ihren Gunsten entschieden.
Eine Woche später fand im Estadio Tamaulipas der mexikanische Superklassiker zwischen América und Guadalajara statt. Das am 7. Mai 1966 ausgetragene Testspiel endete torlos.

### Spielort der ersten Liga
Spielort der höchsten mexikanischen Spielklasse war das Stadion in den Spielzeiten 1966/67, 1973/74 und 1974/75, als der Club de Fútbol Ciudad Madero in der ersten Liga spielte, sowie zwischen 1977 und 1990, als der Club Deportivo Tampico – bzw. ab 1982/83 dessen Rechtsnachfolger Tampico-Madero Fútbol Club – 13 Jahre lang zum Bestandteil der seinerzeitigen Primera División gehörte.

### Finalspiele
In der vor Beginn der in Mexiko ausgetragenen Fußball-Weltmeisterschaft 1986 fanden in der Saison 1985/86 statt einer regulären Meisterschaftsrunde zwei Sonderturniere statt: zunächst die PRODE 85 und anschließend die MEXICO 86. In beiden Turnieren erreichte der Tampico-Madero FC die Finalspiele und gewann das jeweils im Estadio Tamaulipas ausgetragene Hinspiel mit 4:1 gegen den Hauptstadtverein América (1985) und mit 2:1 gegen den CF Monterrey (1986), unterlag jedoch im Rückspiel mit 0:4 bei América und mit 0:2 in Monterrey, so dass es in beiden Fällen nur zur Vizemeisterschaft reichte.

### Länderspiele
Zweimal trug die mexikanische Fußballnationalmannschaft am 8. Februar 1979 und am 11. März 1992 Heimspiele im Estadio Tamaulipas aus. Gegner war jeweils die  Fußballnationalmannschaft der UdSSR und beide Spiele endeten mit 1:1, nachdem die Mexikaner jeweils mit einer 1:0-Führung in die Pause gegangen waren.